# Sabine Edelsbacher
Sabine Edelsbacher (Linz, Austria, 20 de mayo del 1973) es una cantante y compositora austriaca, conocida por ser la vocalista de la banda de power metal/metal sinfónico Edenbridge.

## Inicios musicales
Sabine nació en la localidad austriaca de Linz. Desde su infancia mostró interés por la música, en especial por el canto. Durante su niñez, participó en diversos coros locales y con ayuda de lecciones de canto, logró desarrollarla profesionalmente. Antes de convertirse en la vocalista de Edenbridge, Sabine se tituló de enfermera clínica, dedicándose a pacientes en etapa terminal. La primera experiencia frente a una audiencia fue en 1994, cuando cantó en un grupo de mujeres, donde fue guitarrista y vocalista, tocando en bares locales. En 1996, los músicos Arne Stockhammer y Kurt Bednarski, crearon la banda Cascade e invitaron a Sabine para formar parte de este proyecto musical.

## Edenbridge
Sabine ingresó a Edenbridge el año 1998, y el 25 de septiembre del año 2000, la banda lanzó su álbum de debut, Sunrise in Eden, que recibió críticas positivas de críticos de música y fue bien recibido por la audiencia. El sonido progresivo combinado con solos de guitarra de Stockhammer y la voz de Sabine hicieron que la banda de Edenbridge fuera reconocible en la escena del power metal sinfónico europeo.
El 2004, se lanzó el álbum Shine, que demostró un equilibrio perfecto de material musical. El álbum recibió una alta calificación de los críticos de música, quienes notaron la fuerte energía y la melodía de las canciones. Lanzado dos años después, el álbum The Grand Design (2006) recibió críticas mixtas de críticos y en 2008, se lanzó el álbum MyEarthDream, grabado con la Orquesta Filarmónica Checa.

## Discografía

### Edenbridge
- Sunrise in Eden (2000)
- Arcana (2001)
- Aphelion (2003)
- A Livetime In Eden (2004)
- Shine (2004)
- The Grand Design (2006)
- The Chronicles of Eden (2007)
- MyEarthDream (2008)
- Live Earth Dream (2009)
- Solitaire (2010)
- The Bonding (2013)
- The Great Momentum (2017)

### Colaboraciones
- Beto Vázquez Infinity (álbum) de Beto Vázquez Infinity (2001)
- Once And Future King - Part II de Gary Hughes (2003)
- NeverWorld de Power Quest (2003)
- Temple of Shadows de Angra (2004)
- Child of Storms de Catharsis (2014)